# Vladimir Golschmann
Vladimir Golschmann (ur. 16 grudnia 1893 w Paryżu, zm. 1 marca 1972 w Nowym Jorku) – francusko-amerykański dyrygent pochodzenia rosyjskiego.

## Życiorys
W dzieciństwie uczył się gry na skrzypcach i fortepianie. Studiował harmonię, kontrapunkt i fugę w Schola Cantorum de Paris. Początkowo grywał jako skrzypek w różnych paryskich orkiestrach. W 1919 roku zorganizował Concerts Golschmann, którymi sam dyrygował, wykonując dzieła współczesnych kompozytorów. Propagował twórczość artystów z grupy Les Six. W 1920 roku prowadził przedstawienia zespołu Ballets Russes Siergieja Diagilewa. W 1923 roku jako dyrygent Les Ballets Suédois debiutował w Stanach Zjednoczonych, w 1924 roku gościnnie prowadził New York Symphony Orchestra. Od 1928 do 1930 roku dyrygował Scottish Orchestra. W 1931 roku objął stanowisko dyrygenta St. Louis Symphony Orchestra, na którym pozostał przez ćwierć wieku. W 1947 roku przyznano mu amerykańskie obywatelstwo. W latach 1958–1961 dyrygował Tulsa Symphony Orchestra, zaś w latach 1964–1970 Denver Symphony Orchestra. Gościnnie występował z licznymi orkiestrami amerykańskimi.